# Robert Perniaux
Robert Perniaux, né à Grez-Doiceau en 1906 et mort en 1973, est un architecte, artiste peintre, céramiste et illustrateur belge.

## Formation
Il se forma de 1923 à 1929 à l'Académie royale des beaux-arts de Bruxelles.

## Son œuvre picturale
Son œuvre tant de céramiste, d'illustrateur, d'aquarelliste et de peintre possède un style caractéristique, qui selon Paul Piron « se rapproche de l'art populaire ».
Il illustra de son art typique de nombreux livres pour bibliophiles.

## Son œuvre architecturale
- 1937 : Auderghem, avenue Isidore Geyskens, 108, villa trois façades[3].
- 1951 : Maison familiale à Bruxelles[4].

Il habitait au 136, avenue Hugo Van der Goes à Auderghem maison qu'il a construit en deux périodes (1935 et  1953).

## Biographie
Robert Perniaux était l'époux de la peintre Georgette Devroye avec qui il vint s'établir à La Ciotat.

## Expositions
- 1954 : Salon quadriennal de Gand.